# Cladosporium aecidiicola
Cladosporium aecidiicola är en svampart som beskrevs av Thüm. 1876. Cladosporium aecidiicola ingår i släktet Cladosporium och familjen Davidiellaceae.   Inga underarter finns listade i Catalogue of Life.